# FN:s nedrustningskommission
FN:s nedrustningskommission, UNDC, United Nations Disarmament Commission, är en kommission inom Förenta nationerna (FN), skapad 1952, som arbetar för kärnvapennedrustning. 